# Ениджевардарски общински стадион
Ениджевардарският общински стадион (на гръцки: Δημοτικό Στάδιο Γιαννιτσών) е стадион в Енидже Вардар на градския отбор Анагениси Енидже Вардар. В съседство се намира спортната зала „Ели Мистакиду“.